# Massive Online Analysis
Massive Online Analysis(MOA)는 컨셉 변화 데이터 스트림 마이닝을 위한 오픈 소스 소프트웨어이다. 이 프로그램은 뉴질랜드의 Waikato 대학에서 자바 스크립트로 개발되었다.

## 설명
MOA는 data stream을 실험하기 위한 자유 오픈 소스 프레임워크 소프트웨어이다. MOA는 데이터를 학습시키고 결과를 내기 위해 GUI(Graphic User Interface) 환경, 커맨드 라인, 그리고 Java API를 제공한다. MOA는 컨셉 드리프트, 실시간 빅데이터 스트림의 대규모 기계학습에 쓸 수 있는 다음 기계 학습 알고리즘을 포함한다.
- 클래시피케이션(classification)
- 리그레션(regression)
- 클러스터링(clustering)
- 이상값 탐지(outlier detection)
- 추천 시스템(recommender systems)
- 빈도 패턴 마이닝(frequent pattern mining)
- 변화 탐지 알고리즘(change detection algorithms)

MOA는 웨카와 양방향으로 사용 가능하다. MOA는 GNU GPL을 따르는 무료 소프트웨어다.

## 같이 보기
- ADAMS Workflow: MOA와 웨카(기계 학습)을 위한 워크 플로우 엔진
- Streams: 데이터 스트림 디자인과 실험을 위한 플렉서블 모듈 환경
- 웨카
- Vowpal Wabbit